# Naoto Sawai
Naoto Sawai (født 3. april 1995) er en japansk fodboldspiller.